# Orde de Santa Úrsula
L'article tracta de l'orde monàstic de les monges ursulines. Per a l'institut secular original, vegeu: Companyia de Santa Úrsula. Per a les congregacions religioses originades a partir d'aquesta, vegeu: congregacions religioses d'ursulines.
L'Orde de Santa Úrsula o de les ursulines claustrals (en llatí Ordo Sanctae Ursulae) és un institut religiós femení de dret pontifici, concretament un orde monàstic derivat de la Companyia de Santa Úrsula que Àngela Merici havia fundat en 1535 com a institut secular per a l'educació de les noies. Les monges que en formen part posposen al seu nom les sigles O.S.U.

## Història
Quan la Companyia de Santa Úrsula va anar difonent-se fora de Brèscia, els bisbats on arribaven els imposaven un altre tipus de vida diferent al que tenien, similar a un institut secular on les dones, laiques, no feien vots ni vida en comú, la qual cosa era una anomalia per a un institut de vida consagrada. En alguns llocs, van constituir-se congregacions religioses d'ursulines, que va ser la forma de vida més habitual entre les ursulines.
A França, però, es van constituir com a orde religiós de tipus monàstic i amb vots solemnes. La primera comunitat ursulina francesa va ser la d'Ais de Provença, constituïda com a congregació en 1600. D'allí són cridades, en 1608, a París, on arriba la germana Françoise de Bermond i forma una congregació. Sota la influència de les seves protectores, Mme Barbe Acarie i Mme de Sainte Beuve, la congregació de París es constitueix en orde monàstic en 1612, amb vots solemnes i clausura, i prenent un quart vot: "dedicar-se a l'educació de les noies". Adopta com a regla de vida la Regla de Sant Agustí. Aquestes religioses franceses es van dedicar a l'educació de les noies dins els seus monestirs.
Al segle XVII es van influenciar per sant Francesc de Sales. Aquest orde es difondrà ràpidament per tot França i altres congregacions ursulines es transformaran en monestirs autònoms de vida claustral: Tolosa (1615), Bordeus (1619), Dijon (1619), Lió (1620), Tulle, Arle i Avinyó. Cada casa té constitucions pròpies, vàlides per a les cases que en depenen; en alguns casos, els bisbes unifiquen les constitucions dels monestirs de la seva diòcesi, creant vincles entre les diverses comunitats. De França, l'orde passarà a Amèrica del Nord, quan la monja Maria de l'Encarnació Guyart de Tours, s'instal·la al Quebec en 1639. En 1622, es funden monestirs d'ursulines a Flandes (Lieja) i Alemanya, els Països Baixos i Europa central. De Lieja, algunes monges fundaran cases monàstiques a Itàlia, on era majoritària la forma de congregació.
Al principi del segle XVIII, el moment de més creixement de l'orde, estava representat per 20 congregacions, 350 convents i entre 15.000 i 20.000 monges. Durant el segle xviii, l'orde s'estendrà a Romania, Brasil i la Louisiana, d'on s'estendrà pels Estats Units. A França, la Revolució francesa acabarà amb l'orde i 36 de les monges seran guillotinades. Les lleis napoleòniques en permetran la restauració, però sota una única denominació (es tria la d'ursulines) i amb vots simples, com a congregació religiosa.
El 2005 hi havia 31 monestirs d'ursulines claustrals amb 352 religioses de vots solemnes.

## Ursulines de la Unió Romana
Entre els monestirs de monges ursulines fundats a Itàlia, destacaren el de Roma, de 1688 i derivat de la congregació de Bordeus, i el de Calvi (Úmbria), de 1718. La unifiacó italiana i les lleis anticlericals van conduir a aquests monestirs a una situació de gran pobresa, que impedia els novicis formar-se fora del convent. Les ursulines de Roma i Calvi, llavors, van acordar amb el monestir francès de Blois d'enviar els seus postulants a Blois perquè poguessin ésser-hi formades. Per permetre-ho, ja que es tractava de monestirs autònoms, Lleó XIII va aprovar en 1878 la unió canònica dels tres monestirs, donant lloc a l'anomenada Unió de Blois-Roma-Calvi.
Veient els avantatges d'aquesta unió, el papa va encoratjar els altres monestirs de l'orde perquè es reunissin en un únic institut sota l'autoritat d'una superiora general que residiria a Roma. El 29 de juliol de 1899 es van trametre als bisbes de diòcesis on hi havia monestirs ursulins una carta que els convidava a formar aquesta unió. El 15 de novembre de 1900 es van reunir a Roma delegats de 71 comunitats: 63 d'elles van optar, el 21 de novembre, per adherir-s'hi, formant la Unió Romana de l'Orde de Santa Úrsula (Unio Romana Ordinis Sanctae Ursula), aprovada per Lleó XIII al decret del 17 de juliol de 1903 i amb constitucions aprovades el 17 de setembre següent. La unió original tenia cases de: Alemanya, Àustria-Hongria, França, Itàlia, Països Baixos, Regne Unit, Brasil, Estats Units i l'Índia. Encara en 1905, Pius X va tornar a exhortar els monestirs autònoms perquè s'adherissin a la Unió.

## Ursulines de la Unió Canadenca
El primer monestir d'ursulines al Quebec fou fundat el 1639 per monges procedents de Tours i Dieppe, dirigide per la beata Marie Guyart, en religió Maria de l'Encarnació. Algunes monges seguien la regla de les monges de Bordeus (d'on depenia la de Tours), però les de Dieppe seguien la regla de les monges de París; per això, Maria Guyat va redactar unes noves constitucions per al nou establiment, on es prescrivia l'observança de la regla de París i l'ús de l'hàbit de les religioses de Tours. Van ser aprovades en 1662 pel bisbe François de Montmorency-Laval.
El monestir de Quebec va fundar altres cases, com el Monestir de Trois-Rivières en 1697, a partir dels quals, sobretot durant el segle xix, van fundar-se noves cases filials, autònomes de la casa mare, al Canadà, Filipines i el Japó. Així, algunes d'aquestes cases s'adheriren en 1900 a la Unió Romana. Altres van formar, el 7 de juny de 1953 la Unió Canadenca de les Monges de l'Orde de Santa Úrsula. Només a partir de 1966 les ursulines canadenques van adoptar els vots simples, constituint-se en congregació religiosa en comptes d'orde monàstic.